# Theo Waigel
Theo Waigel, właśc. Theodor Waigel (ur. 22 kwietnia 1939 w Oberrohr) – niemiecki polityk i prawnik, działacz Unii Chrześcijańsko-Społecznej (CSU) i jej przewodniczący w latach 1988–1999, poseł do Bundestagu, w latach 1989–1998 minister finansów w trzech gabinetach Helmuta Kohla.

## Życiorys
Po maturze, zdanej w Krumbach w 1959, studiował prawo na Uniwersytecie Ludwika i Maksymiliana w Monachium oraz Uniwersytecie Juliusza i Maksymiliana w Würzburgu. W 1963 i 1967 zdał państwowe egzaminy prawnicze I oraz II stopnia. W 1967 doktoryzował się również w zakresie prawa na podstawie pracy poświęconej unormowaniom prawnym bawarskiego rolnictwa. Został następnie asesorem w prokuraturze przy jednym z sądów rejonowych w Monachium. W 1969 przeszedł do pracy w bawarskiej administracji rządowej. Został wówczas asystentem sekretarza stanu w ministerstwie finansów, a od 1970 do 1972 był asystentem Antona Jaumanna, bawarskiego ministra gospodarki i transportu.
W działalność polityczną zaangażował się w 1957, wstępując do chadeckiej młodzieżówki Junge Union. W 1960 został członkiem bawarskiej Unii Chrześcijańsko-Społecznej. Od 1961 kierował powiatowymi strukturami JU, a od 1967 jej organizacją w rejencji Szwabia. W latach 1971–1975 przewodniczył Junge Union w Bawarii. W latach 1966–1972 był radnym powiatu. Od 1971 wchodził w skład zarządu krajowego CSU, w latach 1973–1988 przewodniczył jej komisji regulaminowej. W 1983 dołączył do prezydium partii.
W 1972 po raz pierwszy został posłem do Bundestagu. Do niższej izby niemieckiego parlamentu był następnie wybierany w wyborach 1976, 1980, 1983, 1987, 1990, 1994 i 1998, sprawując mandat deputowanego do 2002. W latach 1980–1982 był rzecznikiem frakcji CDU/CSU do spraw gospodarczych, a w latach 1982–1989 przewodniczącym podgrupy CSU w ramach klubu poselskiego chrześcijańskich demokratów. W 1987 objął kierownictwo CSU w Szwabii.
W listopadzie 1988 Theo Waigel został nowym przewodniczącym bawarskich chadeków. Funkcję tę pełnił do stycznia 1999. W kwietniu 1989 dołączył do trzeciego gabinetu Helmuta Kohla, obejmując stanowisko ministra finansów, które zajmował również w dwóch kolejnych rządach tego kanclerza do października 1998. Jest uznawany za głównego twórcę wspólnej europejskiej waluty i za inicjatora nazwania jej „euro”. W 1993 zamierzał odejść z krajowej polityki i objąć stanowisko premiera Bawarii, o które konkurował z Edmundem Stoiberem. Do porażki przyczyniło się wówczas upublicznienie jego separacji z żoną i jednocześnie długotrwałego romansu z Irene Epple. Theo Waigel pozostał w rządzie federalnym, a w 1995 ponownie (z poparciem 95%) został przewodniczącym CSU.
W 1999 podjął praktykę w zawodzie adwokata. Od 2002 był powoływany w skład licznych ciał doradczych, zarządzających i nadzorczych w różnych przedsiębiorstwach i organizacjach pozarządowych. W 2009 wyróżniono go tytułem honorowego przewodniczącego CSU.

## Życie prywatne
Był dwukrotnie żonaty. Jego drugą żoną została medalistka olimpijska w narciarstwie Irene Epple. Ma troje dzieci.